# Jerzy Dyrda
Jerzy Herman Dyrda (ur. 20 sierpnia 1906 w Świętochłowicach, zm. 3 stycznia 1996 w  Katowicach) – major Wojska Polskiego, oficer łącznikowy i adiutant dowódcy 1 Samodzielnej Brygady Spadochronowej. Inżynier-ekonomista i wysoki urzędnik w przedwojennym, polskim Koncernie Żelaza i Stali.

## Życiorys
Jerzy Herman Dyrda urodził się 20 sierpnia 1906 w Świętochłowicach. Maturę z wyróżnieniem uzyskał w Państwowym Gimnazjum Matematyczno-Przyrodniczy w Hucie Królewskiej. W roku 1928 uzyskał dyplom Wyższej Szkoły Handlowej w Warszawie. Na podporucznika został awansowany ze starszeństwem z dniem 1 stycznia 1933 w korpusie oficerów rezerwy piechoty. W 1934 pozostał w ewidencji Powiatowej Komendy Uzupełnień Królewska Huta. Posiadał przydział mobilizacyjny do 12 pułku piechoty w Wadowicach.
Był zatrudniony w przemyśle górniczo-hutniczym na Śląsku. Zbliżająca się wojna sprawiła, że został zwolniony od służby na rzecz pracy w przemyśle na potrzeby wojny (zastępca naczelnego dyrektora w Centrali Żelaza i Stali w Katowicach). Mimo to zgłosił się na ochotnika do wojska i do 22 września 1939 brał udział w walkach w kampanii wrześniowej. Wraz ze swoim oddziałem w momencie kapitulacji przedostał się na Węgry, do obozu internowania w fortecy Eger. W maju 1940 udało mu się zbiec i przez Jugosławię przedostał się do Francji, stamtąd po klęsce wojsk francuskich, jednym z ostatnich statków trafił do Wielkiej Brytanii.
Na brytyjskim kontynencie dostał się do 118. oddziału w 4 Kadrowej Brygadzie Strzelców. Dobra znajomość języków obcych: niemieckiego, francuskiego i angielskiego spowodowała skierowanie do sztabu brygady, gdzie wkrótce został adiutantem płk. Stanisława Sosabowskiego. W międzyczasie przeszedł szkolenie spadochronowe oraz kurs w RAF-ie.
W grudniu 1943 wraz z dowódcą brygady płk. Stanisławem Sosabowskim przebywał w USA na zaproszenie amerykańskich wojsk powietrznych. Tam wykonał cykl skoków z amerykańskimi spadochroniarzami.
W marcu 1944 feldmarszałek Montgomery podczas inspekcji wojsk polskich w Szkocji zaproponował go na swojego adiutanta. Czasowo na własną prośbę był skierowany na kurs instruktorów spadochronowych. Gdy brygada została postawiona w stan pogotowia bojowego został odwołany do sztabu i towarzyszył gen. Sosabowskiemu jako tłumacz we wszystkich odprawach i rozmowach przed, w czasie Operacji Market Garden, a w szczególności podczas słynnej odprawy w Valburgu, kiedy to Anglicy usiłowali winą za niepowodzenie akcji Market Garden obarczyć dowództwo 1 Samodzielnej Brygady Spadochronowej gen. Stanisława Sosabowskiego.
W czasie bitwy pod Arnhem między innymi zajmował się przesłuchiwaniem wziętych do niewoli żołnierzy niemieckich. Po zakończeniu II wojny światowej wraz z Brygadą przebywał na terenie Niemiec w ramach wojsk okupacyjnych. W 1946 roku wrócił do kraju.
W 1949 został aresztowany pod zarzutem szpiegostwa na rzecz Wielkiej Brytanii i USA. Dopiero w czerwcu 1951, po 5. dniowej rozprawie przed Wojskowym Sądem w Katowicach został skazany na 5 lat więzienia za szpiegostwo. Wyrok nie uzyskał mocy prawnej i Jerzy Henryk Dyrda został zwolniony z zarzutu zbrodni szpiegostwa 2 lipca 1951.
W 1990 został jednym z założycieli VII Oddziału Katowice imienia Jerzego Dyrdy Związku Polskich Spadochroniarzy. Został Honorowym Prezesem, którą to funkcję pełnił do swojej śmierci 3 stycznia 1996. Spoczywa na cmentarzu parafialnym w Katowicach przy ulicy Plebiscytowej.

## Ordery, odznaczenia i odznaki
- Krzyż Srebrny Orderu Virtuti Militari, 1975.04.16
- Krzyż Walecznych[6], 1944.12.30
- Złoty Krzyż Zasługi 1964.07.22.
- Medal „Za udział w wojnie obronnej 1939”, 1981.08.31
- Krzyż Czynu Bojowego Polskich Sił Zbrojnych na Zachodzie, 1990.11.15
- Odznaka Grunwaldzka numer 31648, 1968.01.17
- Krzyż Kawalerski Orderu Odrodzenia Polski, 1973.01.12
- Medal 30-lecia Polski Ludowej, 1974.07.22
- Brązowy Medal „Za zasługi dla obronności kraju”, 1974.10.10
- Medal Zwycięstwa i Wolności 1945, 1983.02.09
- The Army Commendation Medal USA (pośmiertnie), 1997.09.30
- Znak Spadochronowy numer (zwykły/bojowy) 764/12
- Skoczek Spadochronowy Wojsk Powietrznodesantowych (Honorowa), 1977.04.06
- Złota Odznaka Związku Polskich Spadochroniarzy (Londyn), 1991.07.02
- Zasłużony w Rozwoju Województwa Katowickiego, 1966.04.10
- Zasłużony Działacz Frontu Jedności Narodu, 1976.10.28.

## Publikacje
- Kilka uwag o desancie pod Arnhem. list do red.. „Wojskowy Przegląd Historyczny”. 4 (74), s. 463–465, 1975. Warszawa: Wojskowy Instytut Historyczny.
- Jeszcze o bitwie pod Arnhem. list do red.. „Wojskowy Przegląd Historyczny”. 1 (75), s. 392–395, 1976. Warszawa: Wojskowy Instytut Historyczny.
- O jeden most za daleko. „Wojskowy Przegląd Historyczny”. 4 (78), s. 251–267, 1976. Warszawa: Wojskowy Instytut Historyczny.
- Przyczyny niepowodzenia pod Arnhem: szyfrogram Montgomery’ego z 17.10.1944 r. „Wojskowy Przegląd Historyczny”. 4 (110), s. 112–125, 1984. Warszawa: Wojskowy Instytut Historyczny.
- Na marginesie książki „Znak cichociemnych”. „Wojskowy Przegląd Historyczny”. 2 (120), s. 273–277, 1987. Warszawa: Wojskowy Instytut Historyczny.
- Przemilczana odprawa w historiografii bitwy pod Arnhem. „Wojskowy Przegląd Historyczny”. 1 (127), s. 124–150, 1989. Warszawa: Wojskowy Instytut Historyczny.
- O książce Ryszarda Drozdowskiego „Brygada spod Arnhem”. „Wojskowy Przegląd Historyczny”. 1/2 (131/132), s. 206–214, 1990. Warszawa: Wojskowy Instytut Historyczny.
- O pomocy brygady spadochronowej powstańczej Warszawie. „Wojskowy Przegląd Historyczny”. 3 (149), s. 31–44, 1994. Warszawa: Wojskowy Instytut Historyczny.